# Hibbertia hypericoides
Espèce
Classification phylogénétique
Hibbertia hypericoides est une espèce d'arbuste ornemental de la famille des Dilleniaceae.
On le trouve dans le sud-ouest de l'Australie-Occidentale sous forme de buisson de 20 cm à 1 m de haut. Les fleurs jaunes apparaissent d'avril en décembre dans son aire d'origine.